# Aleksandrovski Sad (metrostation Moskou)
Aleksandrovski sad is een metrostation aan de Filjovskaja-lijn in de Russische hoofdstad Moskou. 
Het station werd onder de naam Komintern geopend op 15 mei 1935 als onderdeel van de eerste metrolijn. In 1938 werd het onderdeel van de nieuwe lijn 3. In 1953 volgde sluiting nadat lijn 3 via een diepere tunnel naar Kievskaja ging rijden. De westlijn (= Filjovskaja-lijn) werd ontwikkeld en gebouwd onder Chroesjtsjov die geen bezwaar had tegen lijnen op maaiveldhoogte of direct onder het straatoppervlak. De lijn werd ten westen van Kievskaja gebouwd op maaiveldhoogte en Chroesjtsjov liet de brug over de Moskva en het ondiepe traject naar Aleksandrovski sad opknappen. In 1958 kwam de lijn als operationeel zelfstandige lijn 4 in dienst met Aleksandrovski Sad, destijds Kalininskaja, als oostelijk eindpunt.